# Urbana (Nowy Jork)
Urbana – miasto w Stanach Zjednoczonych, w stanie Nowy Jork, w hrabstwie Steuben.